# الشريف قاسم الثاني
الشريف قاسم عبد الجليل سيف الدين المعروف غالبا السلطان الشريف قاسم الثاني (بالإندونيسية: Sultan Syarif Kasim II)‏ (1893 - 1968) سلطان سلطنة سياك سري إندرابورا الثاني عشر والأخير. كان من جملة الأبطال المقاومين لاستقلال جمهورية إندونيسيا، فقد جاهد في استرضاء سلاطين سومطرة الشرقية للانضمام لإندونيسيا، وانتهت دولته حينما أعلن انضمام سلطنته للجمهورية الجديدة سنة 1946. ثم أنفق على الجمهورية جميع أمواله البالغة 13 مليون غيلدر هولندي.

## نسبه
قاسم بن هاشم بن قاسم بن إسماعيل بن إبراهيم بن علي بن عثمان بن عبد الرحمن بن سعيد بن علي بن محمد بن حسن بن عمر بن حسن بن علي بن أبي بكر السكران بن عبد الرحمن السقاف بن محمد مولى الدويلة بن علي بن علوي الغيور بن الفقيه المقدم محمد بن علي بن محمد صاحب مرباط بن علي خالع قسم بن علوي بن محمد بن علوي بن عبيد الله بن أحمد المهاجر بن عيسى بن محمد النقيب بن علي العريضي بن جعفر الصادق بن محمد الباقر بن علي زين العابدين بن الحسين السبط بن الإمام علي بن أبي طالب، والإمام علي زوج فاطمة بنت محمد ﷺ.
فهو الحفيد 36 لرسول الله محمد ﷺ في سلسلة نسبه.

## مولده ونشأته
ولد في الأول من شهر ديسمبر سنة 1893 م في سياك سري إندرابورا بمقاطعة رياو في جزيرة سومطرة الإندونيسية. وتعلم منذ صغره تعليمًا شمل الجوانب الجسدية والعقلية والروحية والاستخباراتية. ثم تم إرساله إلى باتافيا، جاكرتا الآن، سنة 1904 لدراسة علم القانون والحكومة. وقد كان طالبًا عند البروفيسور سنوك هرجرونيي، وهو مستشرق هولندي كان مستشارًا للحكومة الاستعمارية.
توفي والده السلطان الشريف هاشم وهو ابن خمس عشرة سنة، وتم تسميته سلطانًا ولكنه لم يكن كبيرًا بما يكفي لتولي السلطنة ولا يزال يتلقى تعليمه في باتافيا وبسبب هذا لم يتوج ملكًا على الفور. وتولى الحكومة بعض المسؤولين ممن يمثلون الملك لفترة من الوقت.

## توليه السلطنة
نصب على عرش سلطنة سياك سري إندرابورا عندما بلغ الحادي والعشرين من عمره في 3 مارس 1915 ولقب بالسلطان السيد الشريف قاسم عبد الجليل سيف الدين الثاني. وبعد أن توج الشريف قاسم في عام 1915 عزز التنمية في أراضيه. كما سعى إلى تحسين جودة الموارد البشرية لشعب سياك سري إندرابورا من خلال التعليم من أجل اللحاق بالشعب الهولندي. فأنشأ المدرسة التوفيقية الهاشمية سنة 1917 والمنافسة للمدرسة الهولندية التي تستقبل طلاب من دوائر معينة فقط، وجعل التعليم متاح لجميع الطلبة من مختلف المناطق. وكانت المدرسة تدير منهجًا يجمع بين مبادئ الدين الإسلامي والقومية الوطنية بما في ذلك تدريس العلوم العامة. ليس ذلك فحسب فقد ساعدته أيضًا زوجته السلطانة لطيفة في إنشاء مدرسة خاصة للنساء في رياو، وتم افتتاح المدرسة المسماة مدرسة لطيفة سنة 1927.
كان السلطان الشريف قاسم الثاني معارضًا للحكم الاستعماري الهولندي لجزر الهند الشرقية، فمنذ استلامه مقاليد الحكم في البلاد كانت الضغوط التي تمارسها هولندا عليه مقلقة بشكل متزايد. وكان على علم بأن محاربة الهولنديين جسديًا أشبه ما تكون بالانتحار، علاوة على ذلك لا تزال سلطنة سياك ملزمة باتفاق وقع عليه سلفها في الماضي. وعلى ضوء ذلك رأى أنه من الضروري بناء قوة عسكرية فأخذ بتعزيز معاقل الدفاعات الشعبية وتوفير التدريب العسكري للشباب. عندها أظهر السلطان مقاومته للهولنديين علانية، ورفض الاعتراف بسلطنة سياك كجزء من حكومة جزر الهند الشرقية الهولندية. مما دفع الهولنديين إلى جلب قوات خاصة من الشرطة العسكرية إلى بلاده.
وخلال الحرب العالمية الثانية سنة 1942 عندما بدأت اليابان في احتلال سنغافورة وشبه جزيرة ملايو تقدمت من خلال غرب وشمال سومطرة، ووصلت القوات اليابانية إلى بيكانبارو، واعتقلت عدد من الملوك في رياو، ولكن لم تجرؤ على القبض على السلطان قاسم الثاني لأنه لم يظهر أي مقاومة أو تمرد. وبمرور الوقت بدأت اليابان بالاستيلاء على السلطة. وعلى الرغم من أن السلطان قاسم لم يعد يملك السلطة إلا أنه لا يزال يشعر بالمسؤولية تجاه شعبه، فرفض الطلب الياباني بإرسال قوة روموشا ‏ لحكومة الاحتلال اليابانية. وبعد أن استسلمت اليابان للحلفاء دون قيد أو شرط وصلت أخبار الاستقلال الإندونيسي إلى مملكة سياك في نهاية أغسطس 1945.

## موقفه من استقلال إندونيسيا
بعد الإعلان عن الاستقلال الإندونيسي في 17 أغسطس 1945 أعلن السلطان قاسم الثاني تأييده لاستقلال جمهورية إندونيسيا وعقد اجتماع عام كبير مع جميع شخصيات سياك سري إندرابورا وشخصيات رياو تعهد فيه بالدفاع عن استقلال إندونيسيا، وأرسل برقية إلى الرئيس الأول لإندونيسيا أحمد سوكارنو يشير فيها إلى أن سلطنة سياك سري إندرابورا تقف بثبات خلف جمهوريته الجديدة.
وبعد فترة وجيزة من الإعلان عن اندماج سلطنة سياك كجزء من الأراضي الإندونيسية سنة 1946 تبرع بثروته البالغة 13 مليون غيلدر للحكومة الجمهورية، ومن المؤكد أن مبلغ 13 مليون غيلدر ليست مبلغًا صغيرًا إذا تم قياسه بالعملة الحالية فإن القيمة المادية تعادل تقريبًا 69 مليون يورو أو أكثر من 1 تريليون روبية. وأعطى الشريف قاسم هذا المال لرئيس جمهورية إندونيسيا الأول أحمد سوكارنو. ليس هذا فقط فلم يتردد الشريف قاسم في التخلي عن التاج وكل ثروته تقريبًا، وقد تم ذلك كتأكيد على اندماج سلطنة سياك سري إندرابورا التي قادها في جمهورية إندونيسيا. وتكريمًا له منحته الحكومة الإندونيسية لقب البطل الوطني في 6 نوفمبر 1998، وأطلق اسمه على مطار بيكانبارو الدولي مطار السلطان الشريف قاسم الثاني.

## وفاته
توفي في بيكانبارو، عاصمة رياو، في الثالث والعشرين من شهر أبريل سنة 1968 م عن عمر ناهز 74 عامًا.